# Vincze von Borbás
Vincze von Borbás (28. července 1844 Ipoly-Litke – 7. července 1905 Cluj-Napoca) byl maďarský botanik.

## Život a práce
Pojmenoval jako nové mnoho druhů rostlin. Většina nebyla jako druh uznána. Bylo po něm nazváno vícero rostlinných druhů, například Lotus borbasii a Asperula borbasiana. Jeho jméno nesly časopisy Borbasia (1938 - 1940) a Borbasia Nova (1940 - 1949).

## Dílo
- Vasvármegye növényföldrajza és flóraja (Geographia atque enumeratio plantarum comitatus Castriferrei in Hungaria), 1887
- Abauj Torna Vármegye Flórája, 1896
- A Balaton Tavanak és Partmellekenek Növényföldraza és Edényes Növénzyzete , 1900